# Rada Partnerstwa Euroatlantyckiego

Członkowie Rady Partnerstwa Euroatlantyckiego

Rada Partnerstwa Euroatlantyckiego (ang. Euro-Atlantic Partnership Council; EAPC) powstała w maju 1997 r. Wcześniej współpraca NATO z państwami partnerskimi odbywała się w ramach istniejącej od 1991 roku Rady Paktu Północnoatlantyckiego (North Atlantic Cooperation Council – NACC).
W założeniu Rada Partnerstwa Euroatlantyckiego miała stanowić kontynuację działalności NACC i była wyrazem woli przyjęcia do NATO nowych członków. Stała się także organem, który nadzorował rozwój dialogu, współpracy i konsultacji między Paktem a partnerami Partnerstwa dla Pokoju. Ustalono, że EAPC zbierać się będzie dwa razy w roku na szczeblu ministrów spraw zagranicznych i obrony oraz raz w miesiącu w Brukseli w gronie ambasadorów.
Przedsięwzięcia podejmowane w ramach EAPC wynikają ze wspólnie wypracowywanego Planu Działań EAPC (EAPC Action Plan') oraz z Indywidualnych Programów Partnerskich (Individual Partnership Programme – IPP). Rada Partnerstwa Euroatlantyckiego otwarta jest dla wszystkich państw deklarujących wolę współpracy z Sojuszem w dążeniu do poprawy bezpieczeństwa międzynarodowego. Zakres i poziom współpracy definiowany jest indywidualnie z zainteresowanymi państwami.
Plan działania EAPC zawierał szczegółowe tematy konsultacji politycznych, jak: bezpieczeństwo, sytuacje kryzysowe, problemy regionalne, kontrola zbrojeń, proliferacja broni jądrowej, biologicznej i chemicznej oraz szerokie spektrum dotykające obronności (taktyka obronna, terroryzm, planowanie obronne, budżet wojskowy itp.). W ramach EAPC utworzono Ośrodek Koordynacyjny Pomocy w Klęskach Żywiołowych (EADRCC) oraz Euroatlantycką Jednostkę Pomocy w Klęskach Żywiołowych (EADEUR), które 29 maja 1998 roku zostały zatwierdzone przez ministrów spraw zagranicznych EAPC.